# Situazione complicata
Situazione complicata è un singolo del cantautore italiano Lucio Corsi, pubblicato il 6 giugno 2025 come terzo estratto dall'album Volevo essere un duro.
Scritta dall'artista insieme a Tommaso Ottomano, e prodotta da entrambi con Antonio Cupertino, la canzone è stata originariamente pubblicata il 21 marzo 2025 da Sugar Music come settima traccia dell'album, per poi entrare in rotazione radiofonica come singolo dal mese di giugno.

## Descrizione
Il brano racconta la storia di un amore impossibile e complicato. Il protagonista è innamorato di Giulia, un'amica, che tuttavia è anche moglie di un altro suo amico, rendendo la situazione estremamente problematica e tragicomica. La narrazione mette in evidenza il carattere confuso del personaggio, che si trova a sognare, pianificare fallimenti e fingere indifferenza.
Il cantante ha commentato che «la voce narrante è quella di un uomo ridicolo, ridicolo poiché possessore di un cuore ingarbugliato. Sogna e soffre, studia piani fallimentari, fugge alla perfezione, torna e finge».

## Promozione
Corsi ha eseguito il brano dal vivo in versione acustica durante il programma Stasera c'è Cattelan su Rai 2 il 23 marzo 2025. Il 4 maggio 2025, un'esibizione live è stata pubblicata sul canale ufficiale di YouTube dell'Eurovision Song Contest per la serie A Little Bit More. Il cantautore ha in seguito eseguito la canzone a Radio Italia Live - Il concerto in piazza del Duomo a Milano il 30 maggio.

## Classifiche
| Classifica (2025) | Posizione massima |
| ----------------- | ----------------- |
| Italia            | 85                |